# Melvin (Teksas)
Melvin je gradić u američkoj saveznoj državi Teksas. Prema popisu stanovništva iz 2010. u njemu je živjelo 178 stanovnika.